# Хийу (Таллин)
Хи́йу (эст. Hiiu) — микрорайон в районе Нымме города Таллина, столицы Эстонии. 

## География

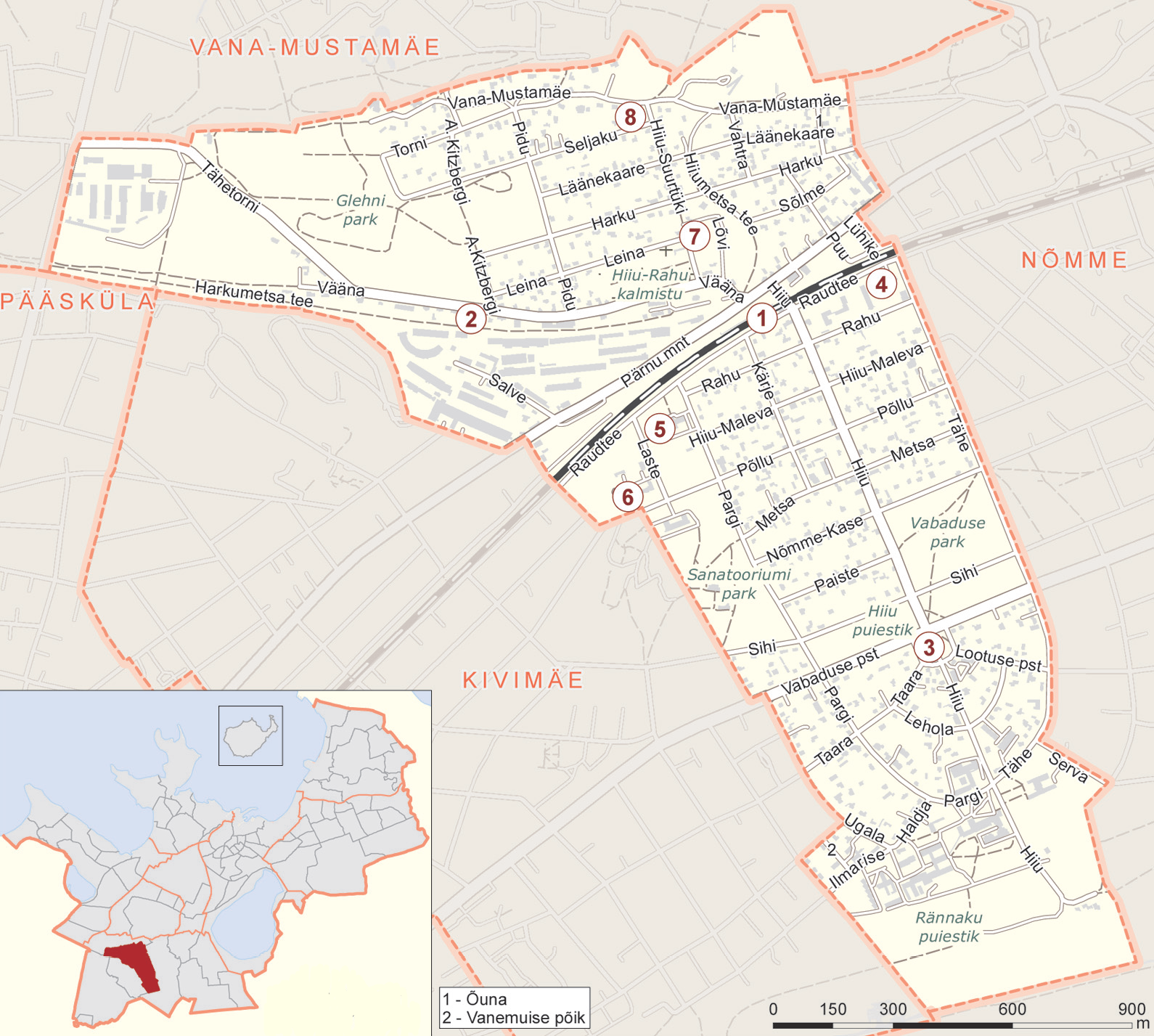
Карта микрорайона Хийу

Расположен в южной части Таллина. Площадь — 2,63 км2. На пересечении улиц Хийу-Сууртюки и Вана-Мустамяэ находится самая высокая природная точка Таллина, её высота над уровнем моря — 64 метра.

## Улицы
Основные и самые протяжённые улицы микрорайона Хийу: Вана-Мустамяэ, Пярнуское шоссе, бульвар Вабадузе, улица Хийу.

## Население
В 2014 году доля мужчин в общей численности населения микрорайона равнялась 47 %. Эстонцы составляли 88 % жителей микрорайона.
| Численность населения микрорайона Хийу на 1 января по данным Регистра народонаселения | Численность населения микрорайона Хийу на 1 января по данным Регистра народонаселения | Численность населения микрорайона Хийу на 1 января по данным Регистра народонаселения | Численность населения микрорайона Хийу на 1 января по данным Регистра народонаселения | Численность населения микрорайона Хийу на 1 января по данным Регистра народонаселения | Численность населения микрорайона Хийу на 1 января по данным Регистра народонаселения | Численность населения микрорайона Хийу на 1 января по данным Регистра народонаселения | Численность населения микрорайона Хийу на 1 января по данным Регистра народонаселения |
| 2008                                                                                  | 2010                                                                                  | 2011                                                                                  | 2012                                                                                  | 2013                                                                                  | 2014                                                                                  | 2015                                                                                  | 2016                                                                                  |
| ------------------------------------------------------------------------------------- | ------------------------------------------------------------------------------------- | ------------------------------------------------------------------------------------- | ------------------------------------------------------------------------------------- | ------------------------------------------------------------------------------------- | ------------------------------------------------------------------------------------- | ------------------------------------------------------------------------------------- | ------------------------------------------------------------------------------------- |
| 3903                                                                                  | ↘3897                                                                                 | 3 891                                                                                 | 3942                                                                                  | ↘3933                                                                                 | ↗4017                                                                                 | ↘3986                                                                                 | ↗3991                                                                                 |
| 2017                                                                                  | 2018                                                                                  | 2019                                                                                  | 2020                                                                                  | 2021                                                                                  | 2022                                                                                  | 2023                                                                                  |                                                                                       |
| ↘3970                                                                                 | ↘3967                                                                                 | ↘3892                                                                                 | ↗3898                                                                                 | ↘3823                                                                                 | ↘3820                                                                                 | ↘3780                                                                                 |                                                                                       |

## История
Микрорайон Хийу получил своё название благодаря строителю Андрусу Борку, который работал на Николая фон Глена. Андрус и его жена Ингел переехали сюда с острова Хийумаа, после того как их дети погибли, а дом, в котором они жили, был разрушен. В 1886 году Борк построил в лесу к югу от железной дороги Таллин — Кейла бревенчатый дом, и установил на воротах табличку с надписью «Hioküla» (рус. Деревня Хийу). Вскоре рядом начали появляться другие дома, и за всем жилым массивом закрепилось это название Хийукюла (эст. Hiiuküla). В 1922 году главная улица района, на которой находился дом Борга, была названа Хийу. Андрус Борг умер в 1890 году, Ингел жила в их доме до 1937 года.
В 1886 году Николай фон Глен построил мызу, известную в наше время под названием «замок Глена». В настоящее время мыза располагается у границы с микрорайоном Вана-Мустамяэ. Вокруг мызы был разбит парк, который сейчас целиком находится в микрорайоне Хийу. В начале XX века Глен установил в парке спроектированные им самим скульптуры и построил «пальмовый домик» и смотровую башню, в которой сейчас располагается Таллинская обсерватория.
Перед Первой мировой войной, в ходе строительства Морской крепости Императора Петра Великого, на территории современного микрорайона Хийу были построены казармы, а в 1913 году была проложена узкоколейная железная дорога Лийва — Вяэна. На железной дороге была построена станция, которая позднее стала главной станцией железной дороги, обслуживающей крепость. В разное время станция носила названия «Нымме-Киндлусе», «Нымме II», «Нымме-Вяйке». После Первой мировой войны станция была крупнейшей узкоколейной станцией в мире. Здесь находилось 25-местное круговое депо. За время существования станции у неё сменилось два здания вокзала. Первое было построено из плитняка и использовалось во времена существования крепости Петра Великого, а позже было преобразовано в баню; второе было деревянным. В настоящее время узкоколейная железная дорога демонтирована и станция больше не функционирует.
Во время Освободительной войны, в 1919 году, в казармах крепости Петра Великого были размещены датские добровольцы и резерв батальона «Калевласте Малева». После войны и до 1940 года в казармах размещался батальон инженерных войск.
В 1919 году было принято решение о строительстве кладбища «Нымме». Первые захоронения на новом кладбище появились в 1923 году. В 1934 году по проекту архитектора Фридриха Вендаха была построена часовня. В настоящее время кладбище носит название «Хийу-Раху». В 1923 году на улице Тяхе была построена Церковь Иоанна Крестителя по проекту архитектора Александра Владовского.
В 1924–1925 годах архитекторы Роберт Натус и Эрнст Кюхнерт представили первый вариант плана застройки Нымме. Согласно этому плану центр Нымме должен был располагаться в Хийу. На месте современной площади Свободы планировалось строительство городской ратуши. Позднее план застройки был изменён.
10 февраля 1926 года на проходящей через Хийу железной дороге Таллин — Кейла была построена новая железнодорожная остановка «Нымме-Вяйке», которая в настоящее время называется «Хийу». Весной 1930 года по проекту архитектора Франца де Вриза было построено здание вокзала, которое стало первым в мире вокзальным зданием из кирпичей, произведённых из сланцевой золы.
В 1929 году самоуправление Нымме выделило из резервной земли участок для строительства стадиона «Хийу». Строительство стадиона длилось 10 лет. За это время была выровнена земля, посажены деревья, сооружены 400- и 100-метровые беговые дорожки, а также поле для игры в футбол.
После Второй мировой войны здания казарм, ранее принадлежавших батальону инженерных войск, были переданы киностудии «Таллинфильм» и в них был создан съёмочный павильон. В 2012 году, в память о военнослужащих батальона инженерных войск, на месте бывших казарм была установлена скульптура льва работы скульптора Маре Миккофф.

## Важнейшие объекты
В микрорайоне находится парк и замок Глена, Таллинская обсерватория, Институт развития здоровья, Ныммеская гимназия, церковь Иоанна Крестителя, кладбище Хийу-Раху, стадион «Хийу» и лыжный трамплин.

### Парки
На северо-западе Хийу находится парк Глена, основанный в XIX веке Николаем фон Гленом. В парке находится замок Глена, Таллинская обсерватория, развалины «пальмового домика», а также созданные Гленом скульптуры — «Калевипоэг» и «Крокодил». Парк Глена является частью охраняемого государством природного парка Мустамяэ. Через парк проходит часть 14-километровой тропы здоровья Нымме-Харку.
На юго-востоке Хийу находится западная часть парка Вабадузе. Восточная его часть расположена в Нымме. В парке находится концертная площадка, на которой проводятся различные музыкальные мероприятия. C 29 июля 2007 года парк является природоохранным объектом.
На западе Хийу находится часть парка Санатоориуми, расположенного вокруг бывшего туберкулезного санатория. Другая часть парка находится в микрорайоне Кивимяэ. C  3 марта 2006 года парк является природоохранным объектом.
На юге микрорайона, в непосредственной близости от парка Вабадузе, расположен парк Хийу.

Микрорайон Хийу, памятники культуры
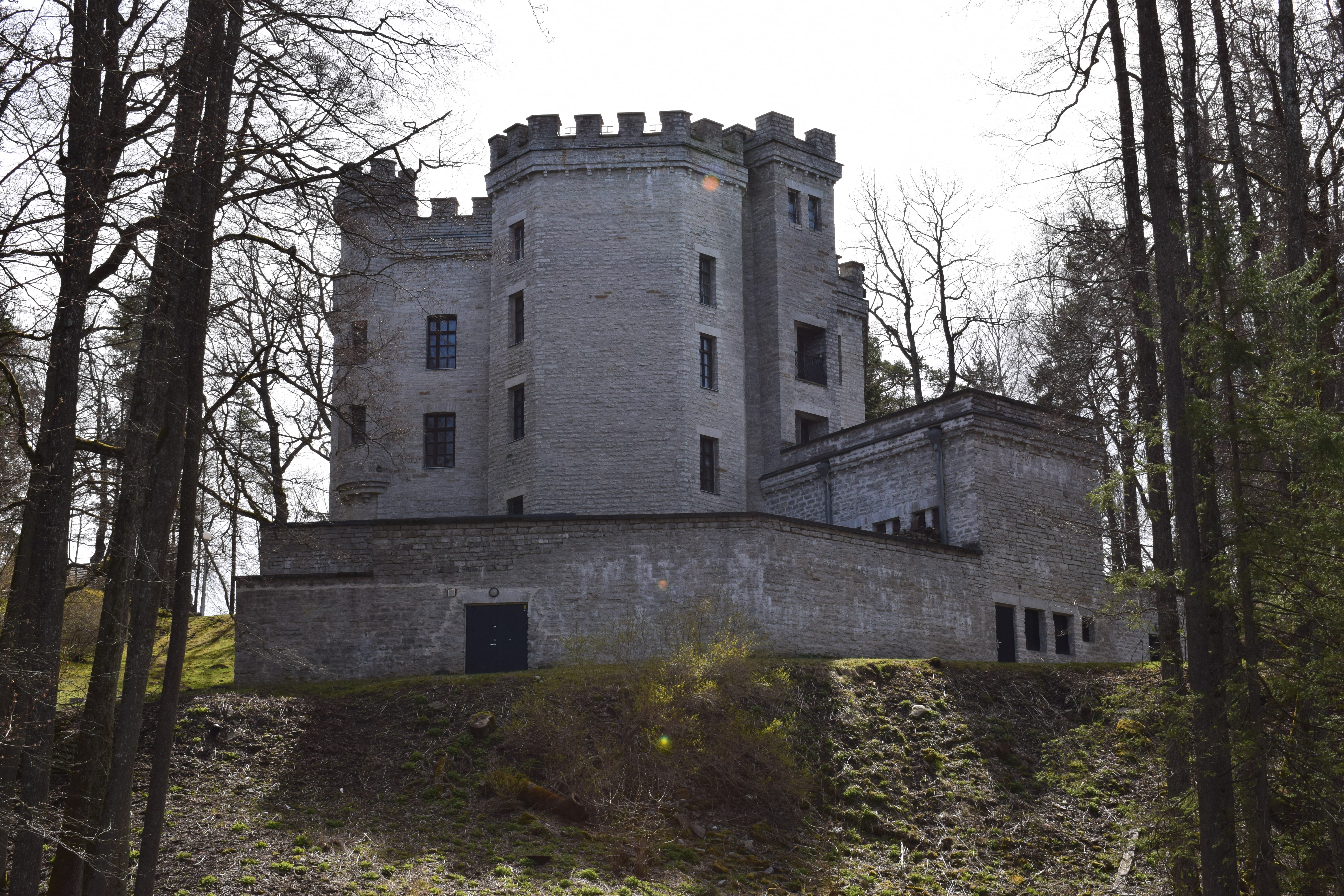
Замок Глена (памятник архитектуры)
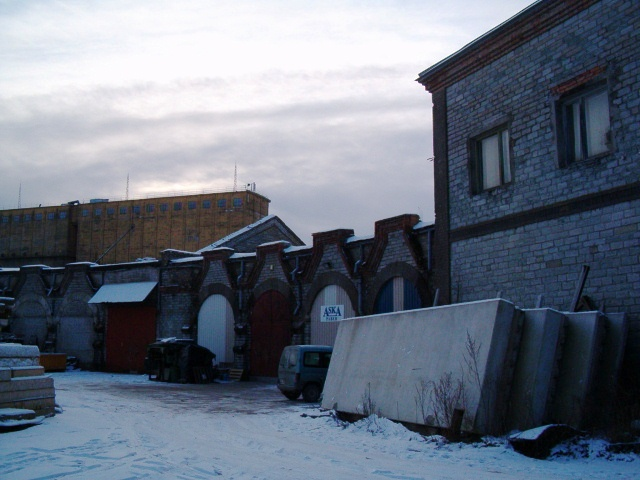
Старое круговое депо в 2009 году (памятник архитектуры)
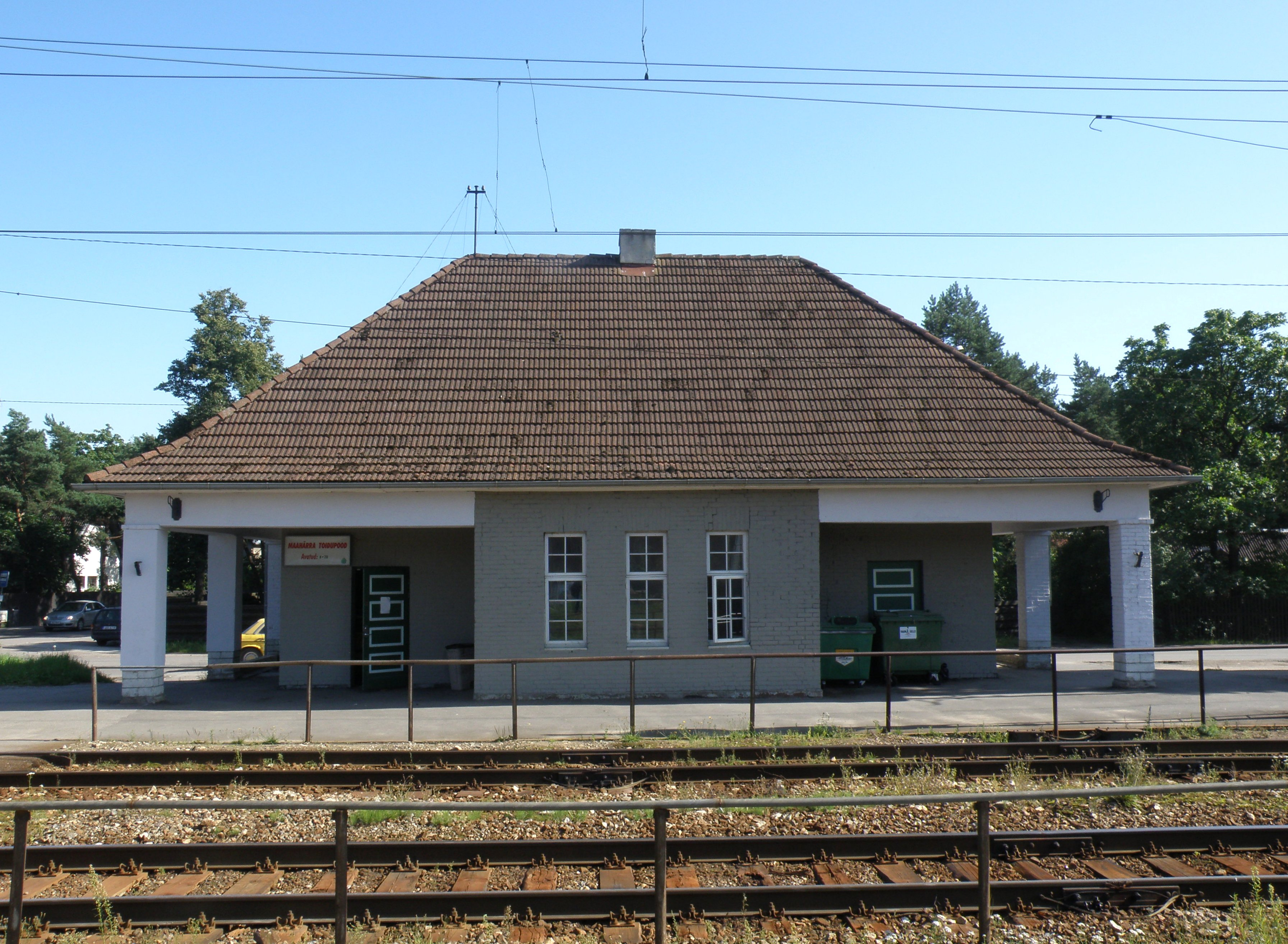
Железнодорожная станция «Хийу» (памятник архитектуры)
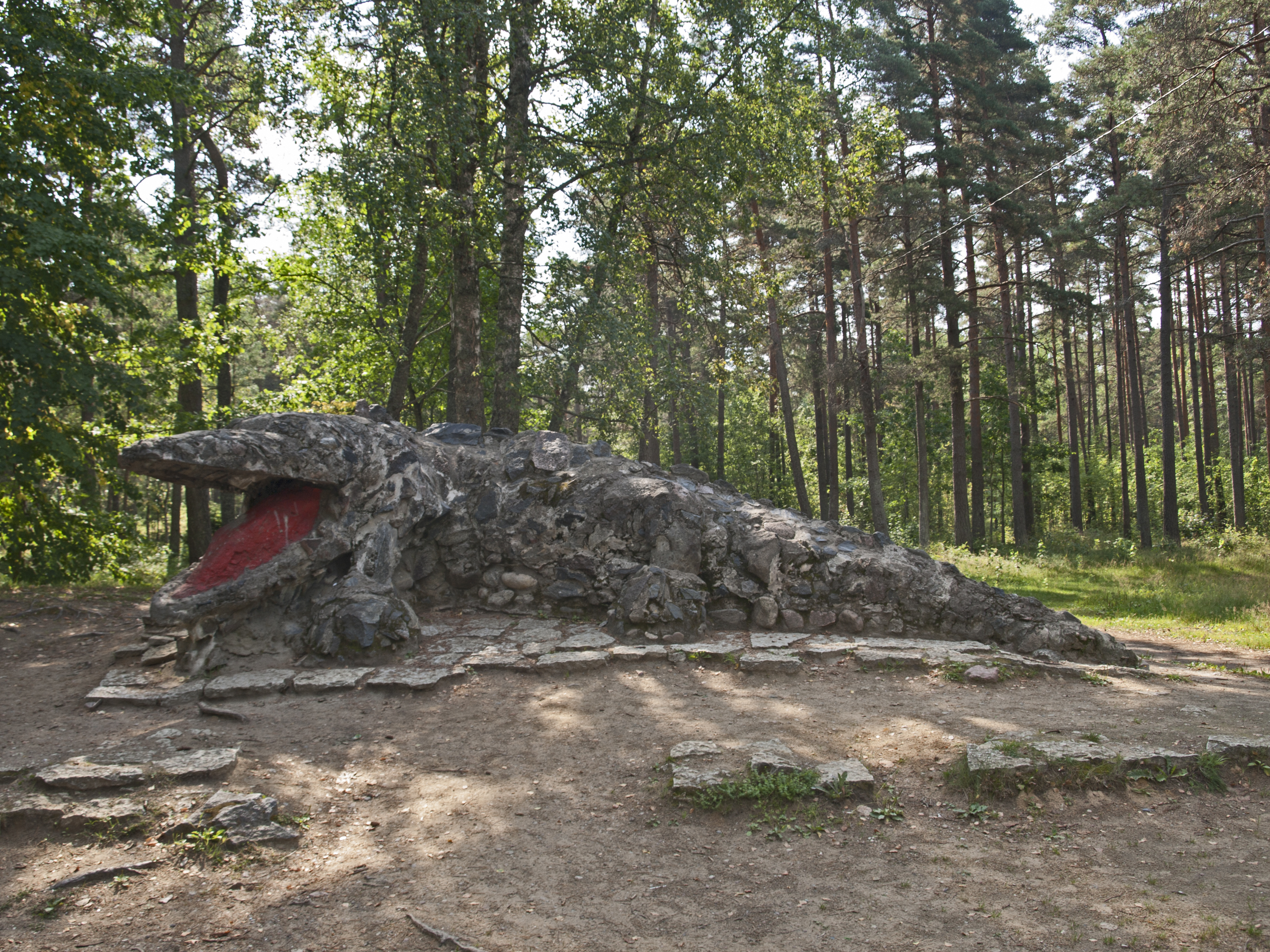
«Крокодил» в парке Глена в 2018 году (памятник искусства)
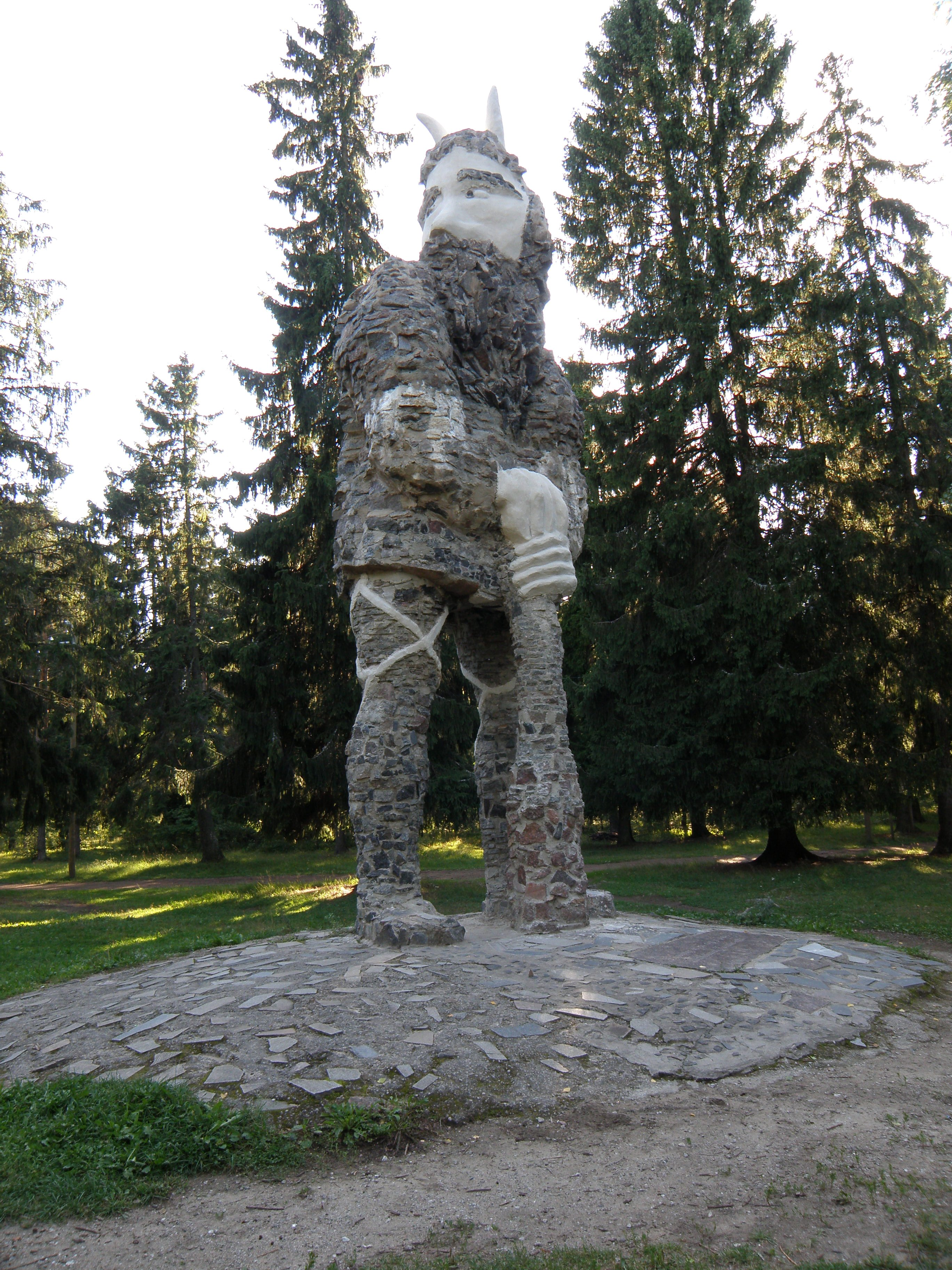
«Калевипоэг» в парке Глена (памятник искусства)
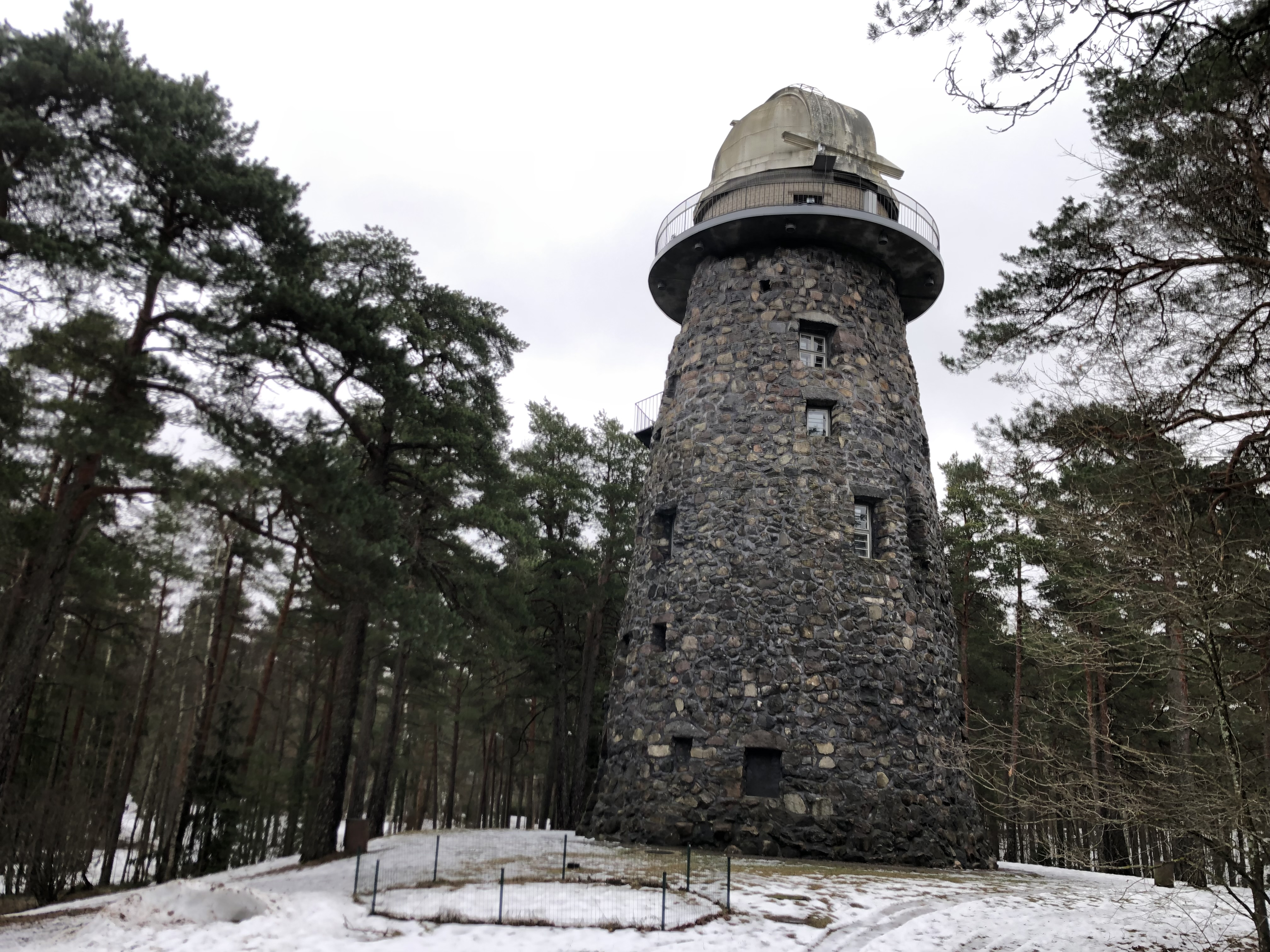
Таллинская обсерватория  (памятник архитектуры)
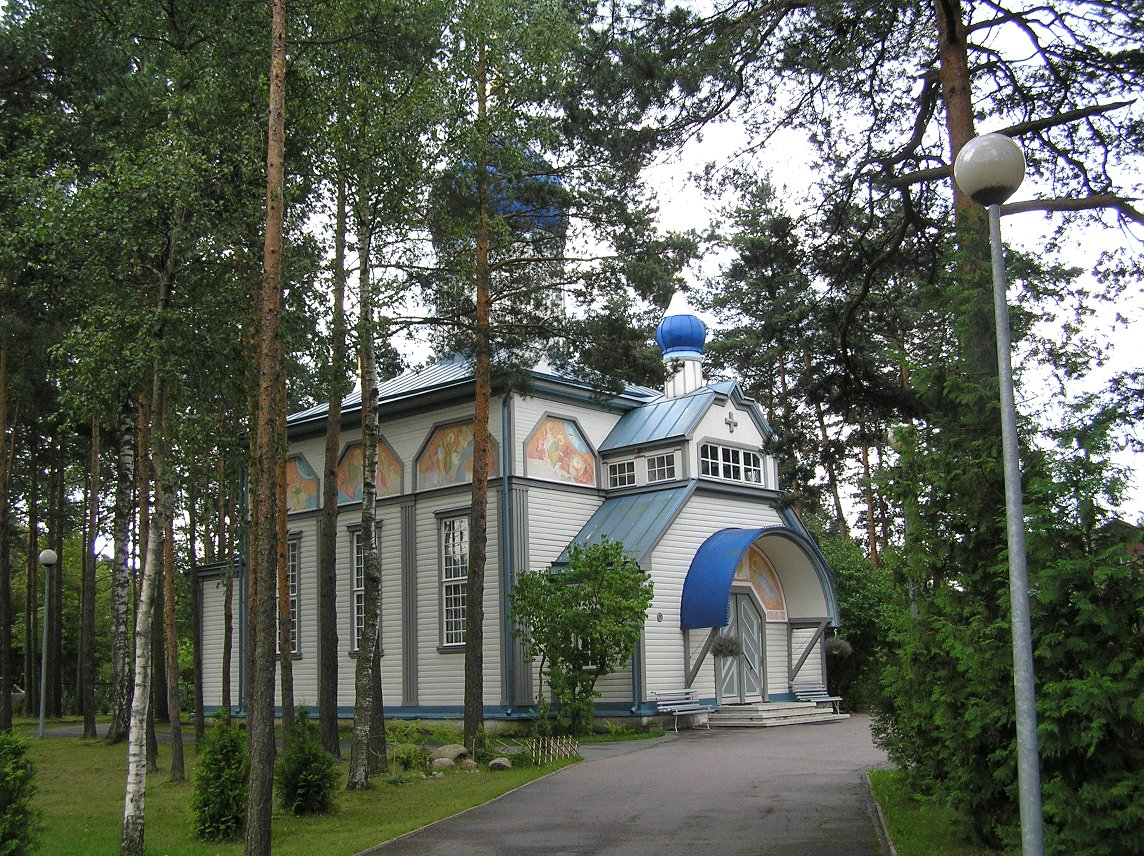
Церковь Иоанна Крестителя (памятник архитектуры)

### Спорт

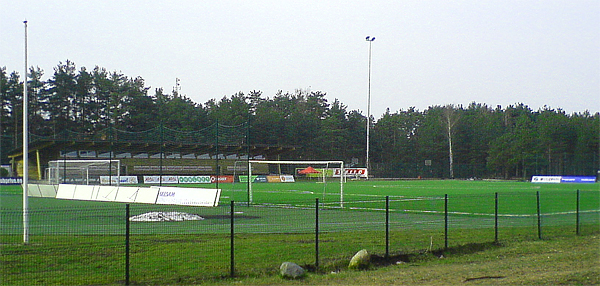
Хийуский стадион в 2008 году

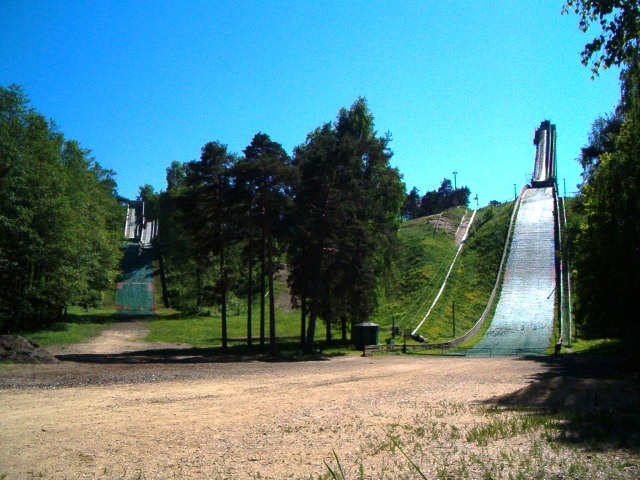
Лыжный трамплин

В микрорайоне находится построенный в 1920—1930-х годах стадион Хийу, предназначенный для футбола и легкой атлетики. В 2012 году стадион получил две звезды по рейтингу УЕФА. Является домашним стадионом футбольного клуба Нымме Калью.
В Хийу расположен построенный в 1962 году лыжный трамплин с точкой Hill size (HS) 60. В настоящее время является частью «Ныммеского снежного парка».
На улице Раху находятся теннисные корты, принадлежащие Теннисному клубу Нымме. Корты были открыты в 1930-х годах на бывшей парадной площади батальона инженерных войск и работают по сей день.

### Здравоохранение
В Хийу находятся два корпуса Северо-Эстонской Региональной больницы (эст. Põhja-Eesti Regionaalhaigla). В корпусе по адресу ул. Хийу д. 39 расположена кожно-венерологическая поликлиника. В корпусе по адресу ул. Хийу д. 44 работают три отделения восстановительного лечения: интенсивная терапия, послебольничное лечение хирургических и онкологических заболеваний, а также послебольничное лечение неврологических и внутренних болезней.
По адресу ул. Хийу д. 42 находится больница по уходу Эстонской евангелическо-лютеранской церкви «Diakooniahaigla». Больница предоставляет услуги пансионата, хосписа и ухода на дому.
По адресу ул. Ласте д. 1 расположен Лечебный центр Хийу (эст. Hiiu Ravikeskuses) — больница, предоставляющая услуги по лечебному уходу.

## Общественный транспорт
В микрорайоне курсируют городские автобусы маршрутов № 10, 27 и 33. Здесь расположена одноимённая железнодорожная станция пригородных электричек компании «Elron».

## Галерея

Микрорайон Хийу
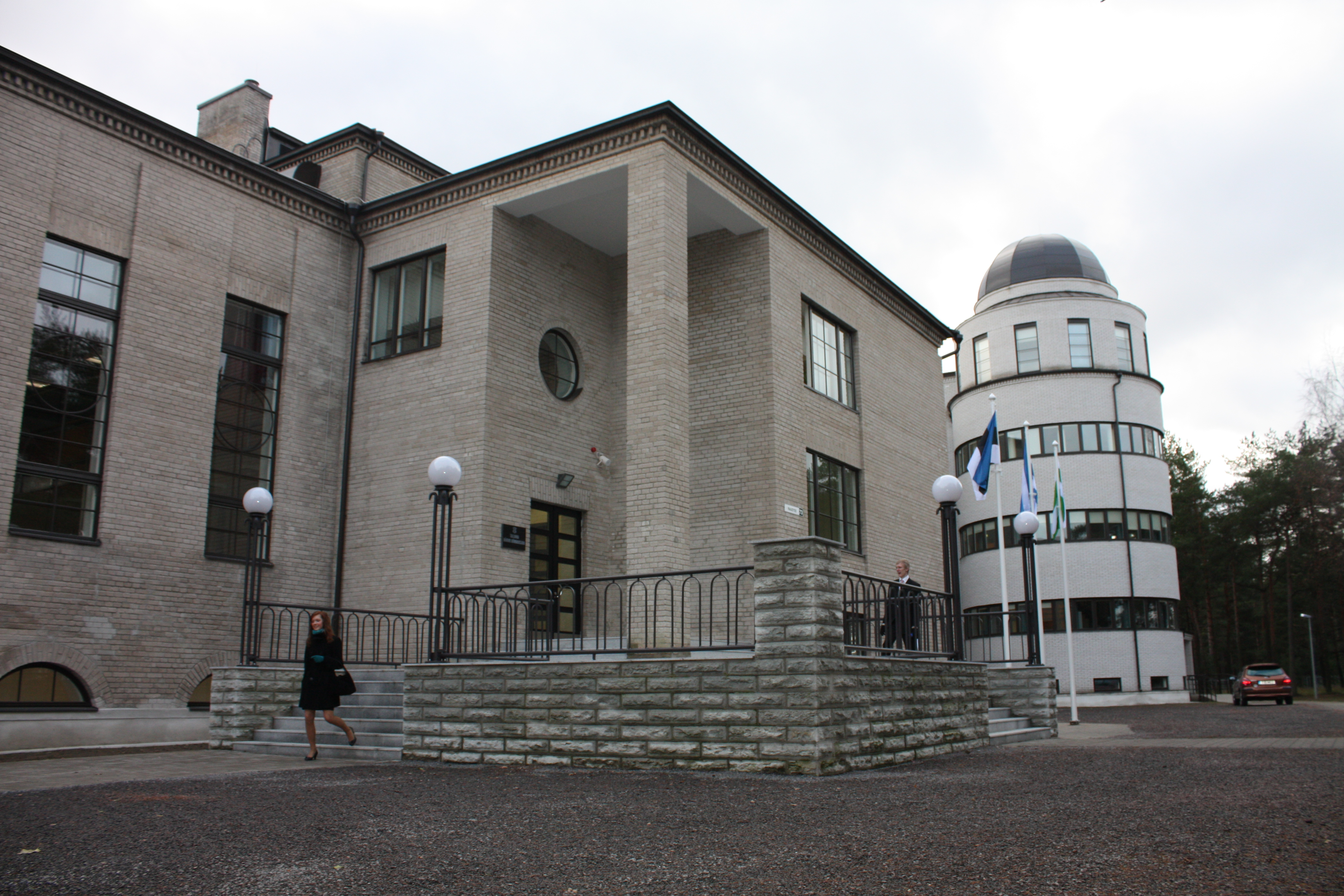
Главное здание Ныммеской гимназии
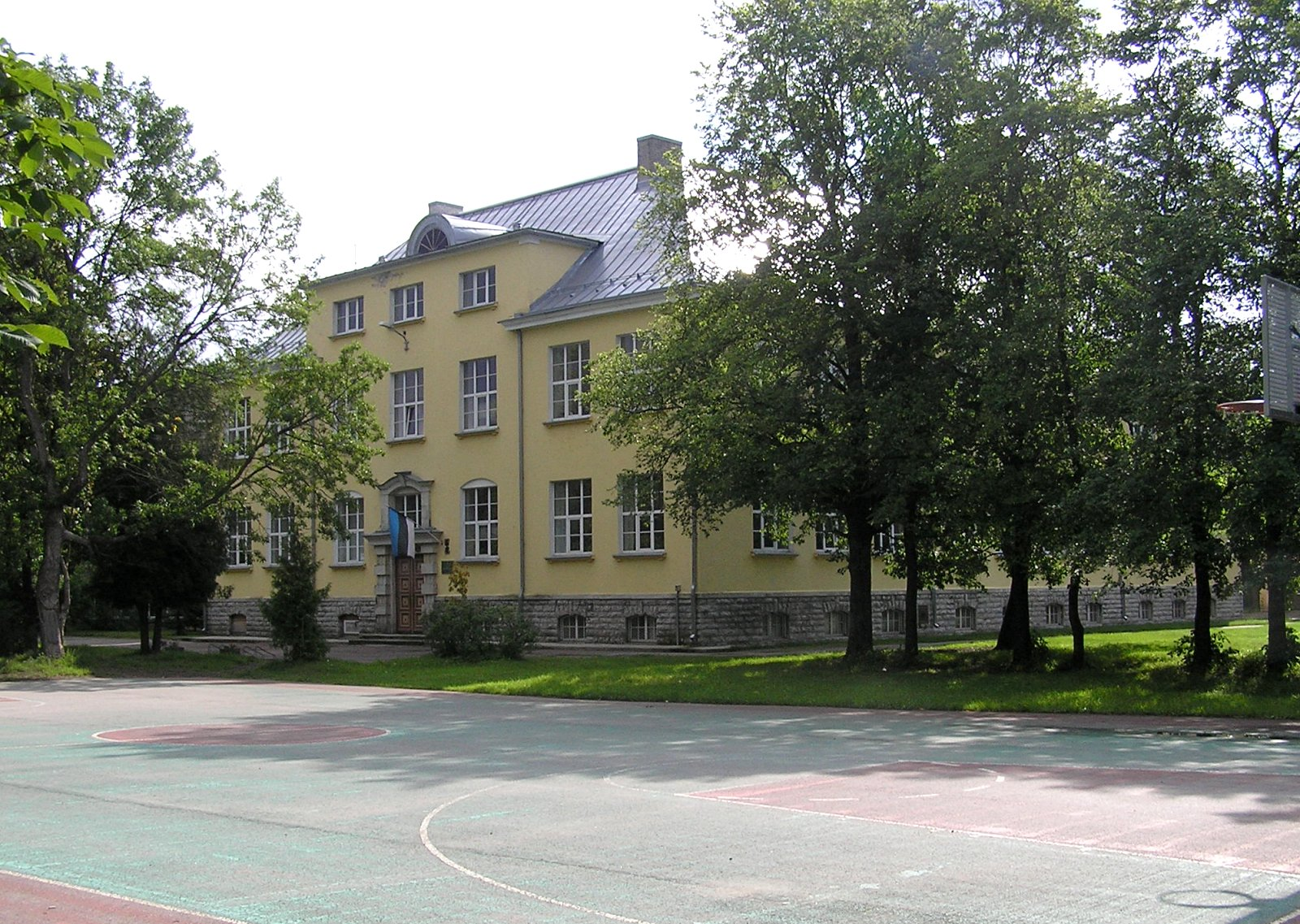
Хийуский дом Ныммеской гимназии
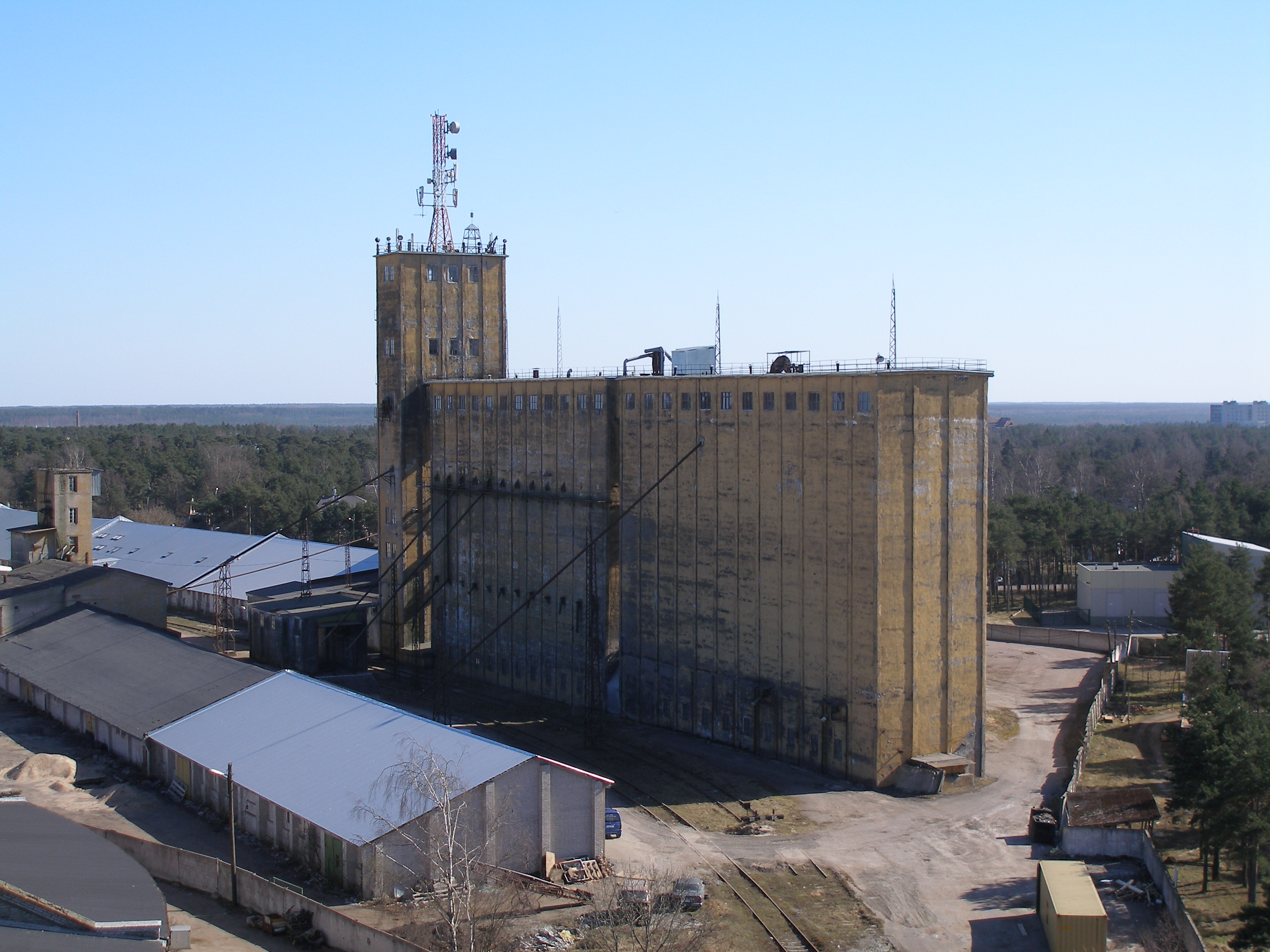
Хийуский зерновой элеватор в 2007 году
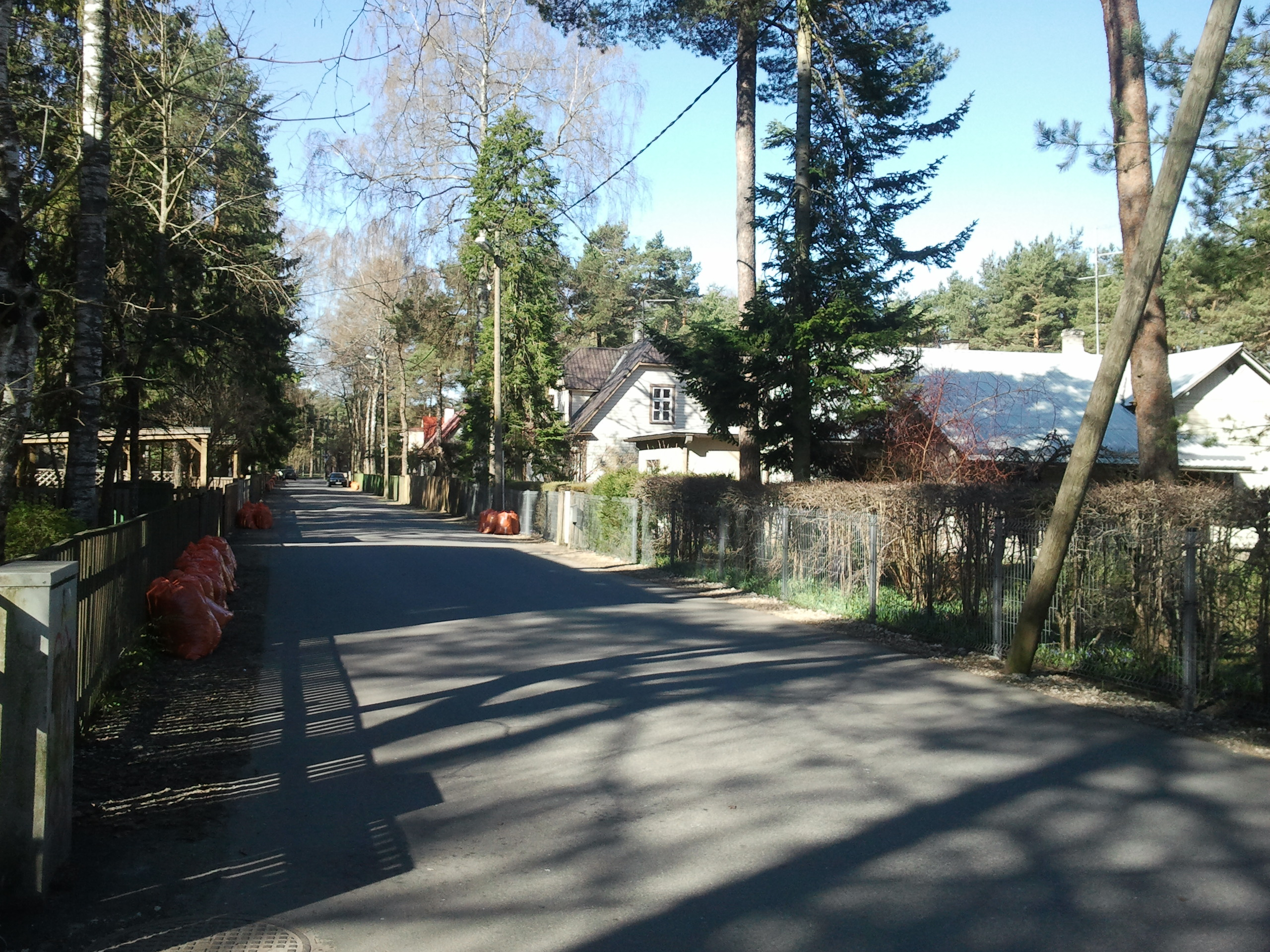
Улица Хийу-Малева
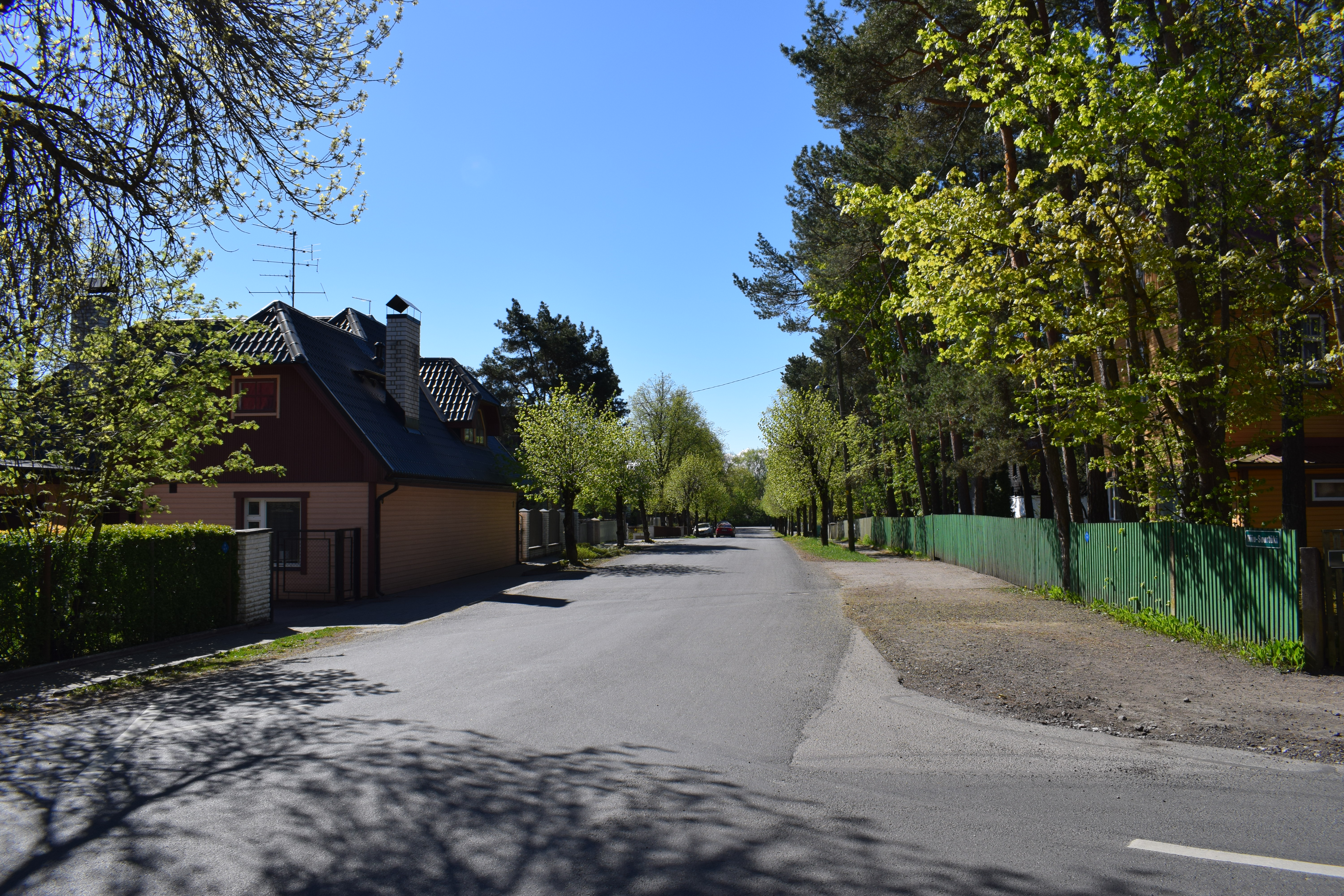
Улица Хийу-Сууртюки
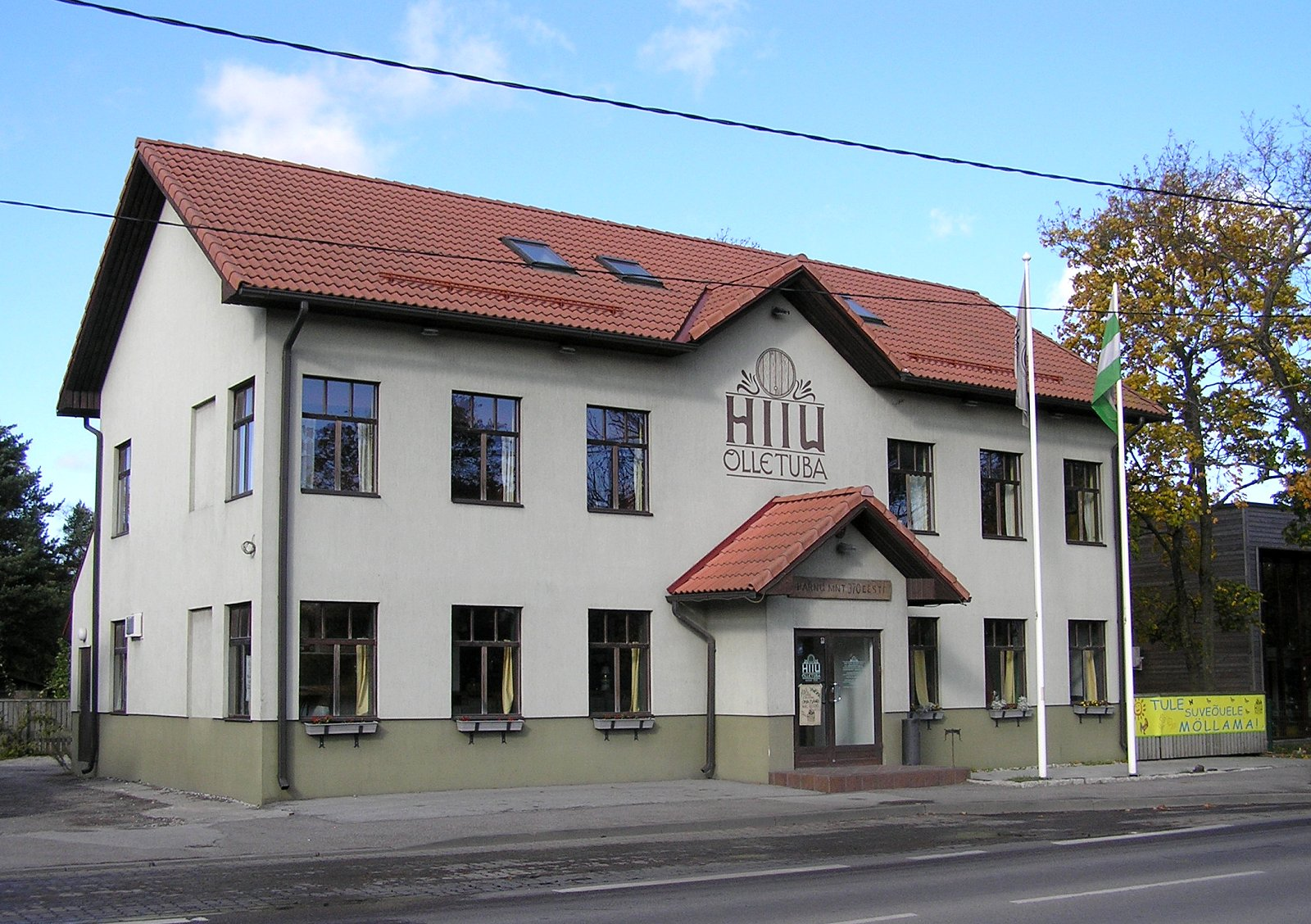
Паб, 2008 год
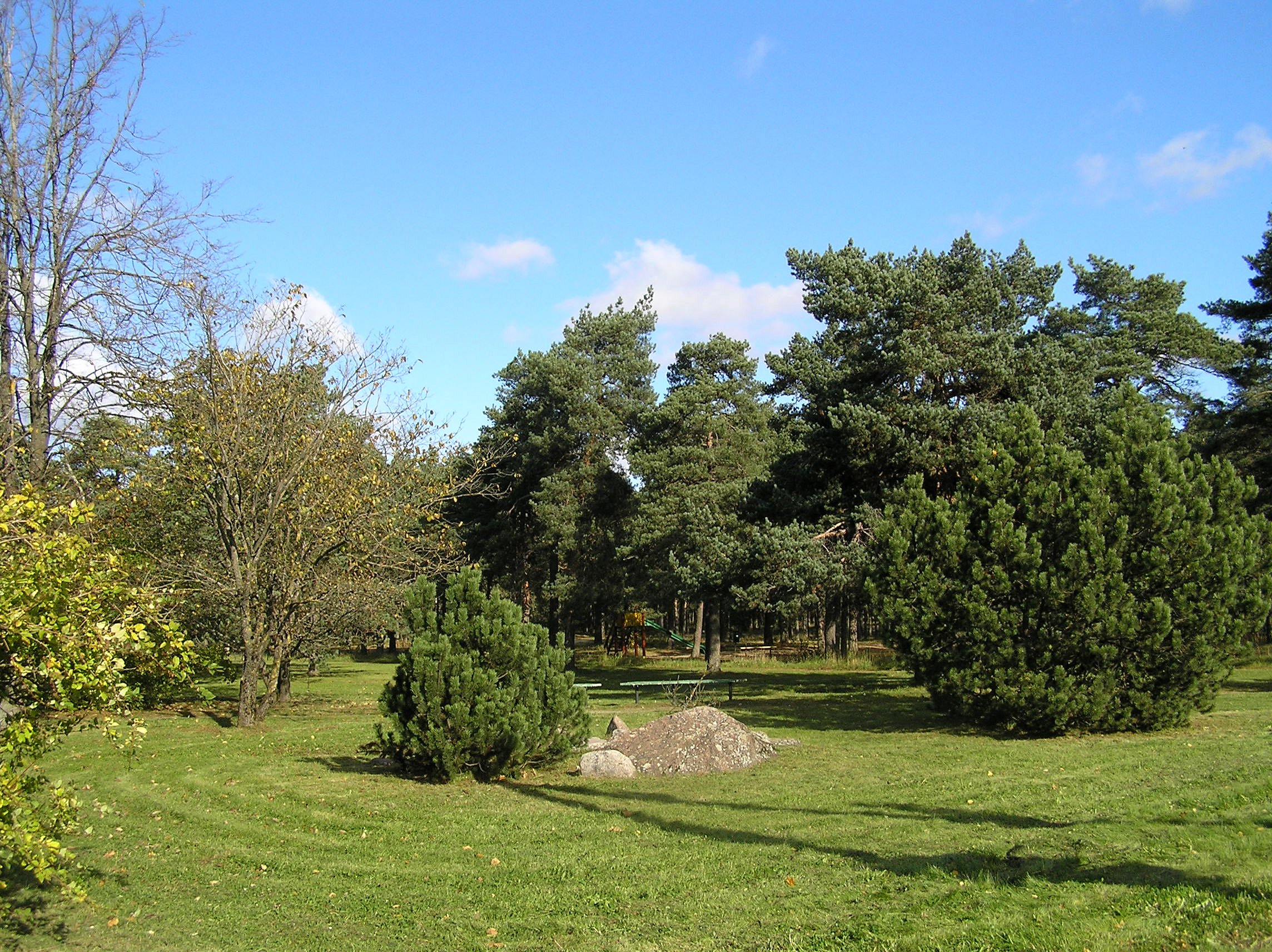
Парк Хийу
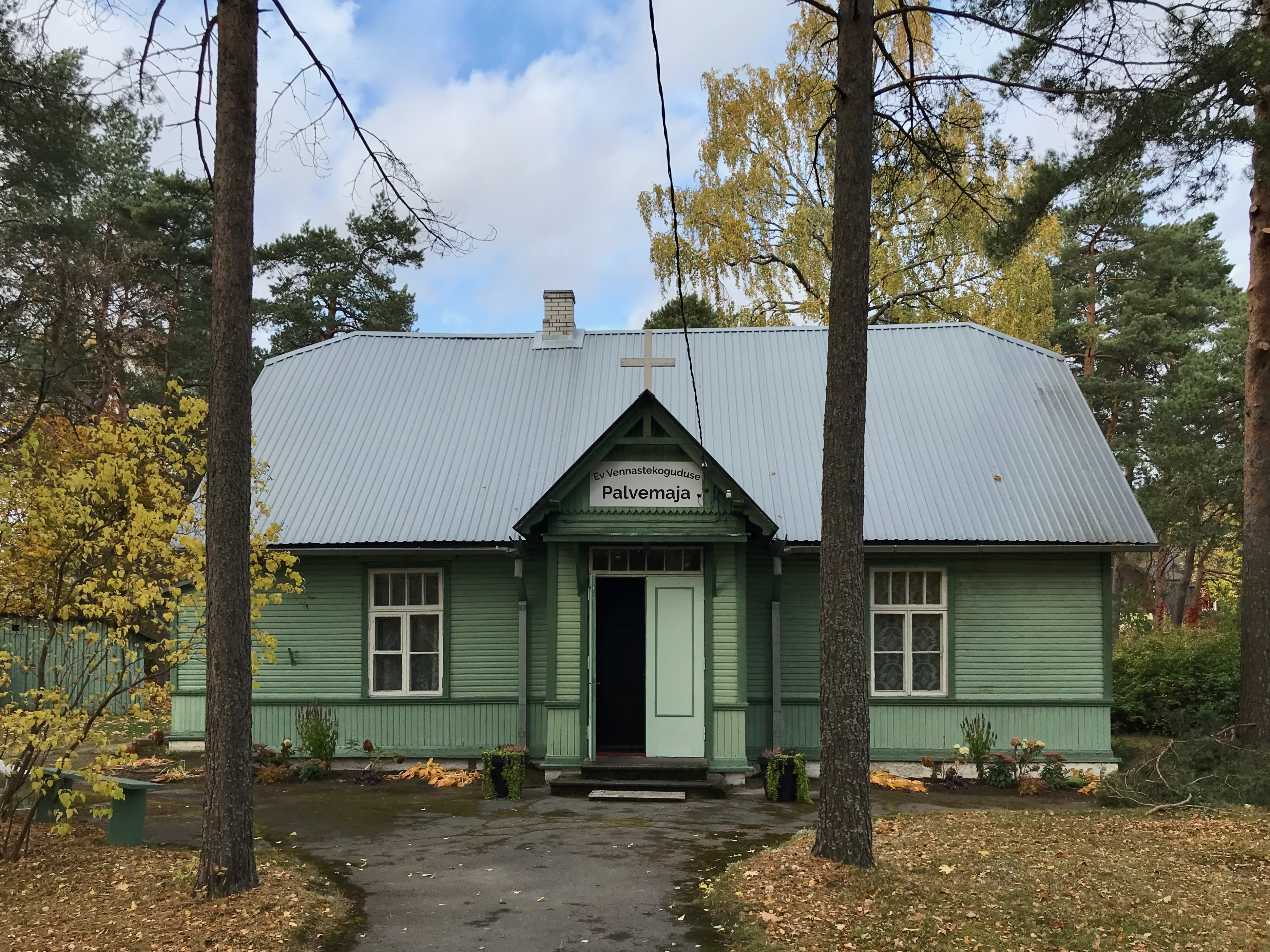
Ныммеский молельный дом моравских братьев
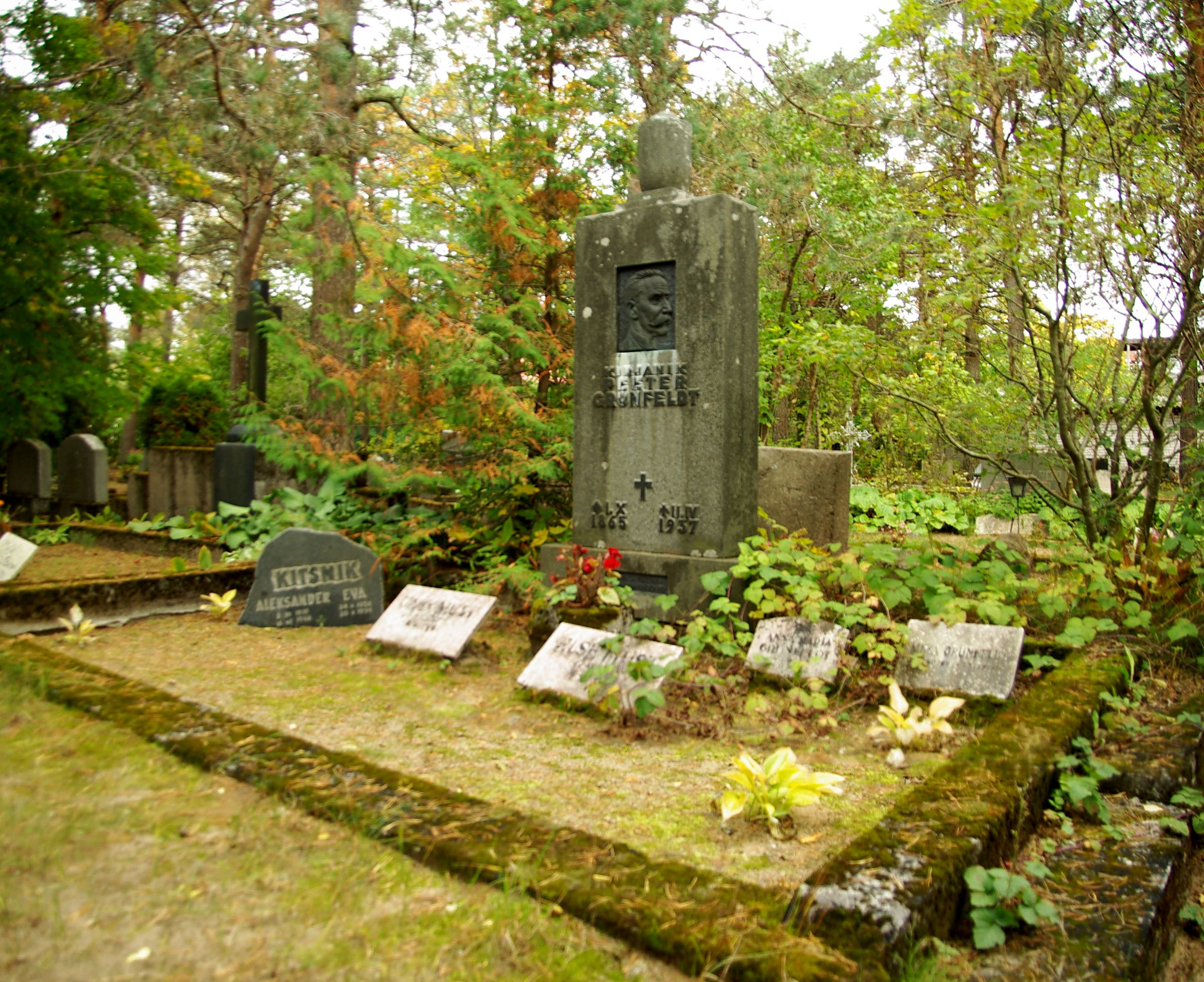
Кладбище Хийу-Раху